# Eleocharis tiarata
Eleocharis tiarata är en halvgräsart som beskrevs av Gómez-laur. Eleocharis tiarata ingår i släktet småsäv, och familjen halvgräs. Inga underarter finns listade i Catalogue of Life.